# Zirkonium(IV)chloride
Zirkonium(IV)chloride of zirkoniumtetrachloride is een chloride van zirkonium en bezit als brutoformule ZrCl4. Het is een wit hygroscopisch kristallijn poeder dat snel hydrolyseert wanneer het aan de lucht wordt blootgesteld. De stof is van belang voor de productie van zuiver zirkonium en van andere zirkoniumverbindingen en wordt ook gebruikt als katalysator in organische reacties.

## Synthese
Zirkonium(IV)chloride wordt bereid door zirkonium(IV)oxide te behandelen met cokes (koolstof) en chloorgas:
{\displaystyle \mathrm {ZrO_{2}\ +2\ C+2\ Cl_{2}\ {\xrightarrow {\ \ 900^{\circ }C\ \ }}\ ZrCl_{4}\ +\ 2\ CO} }
Zirkonium(IV)chloride kan ook bereid worden door de rechtstreekse chlorering van zirkonium met chloorgas bij 650 °C, of met lood(II)chloride bij 500 °C:
{\displaystyle \mathrm {Zr\ +\ 2\ Cl_{2}\ \longrightarrow \ ZrCl_{4}} }
{\displaystyle \mathrm {Zr\ +\ 2\ PbCl_{2}\ \longrightarrow \ ZrCl_{4}\ +\ 2\ Pb} }

## Structuur
Net zoals het analoge hafnium(IV)chloride bezit ook zirkonium(IV)chloride een polymere structuur. Daarin neemt zirkonium een octaëdrische moleculaire geometrie aan. Bij toevoeging van lewisbasen worden deze polymere structuren afgebroken en treedt degradatie van het materiaal op.
In tegenstelling tot titanium(IV)chloride, dat een vloeistof is, is zirkonium(IV)chloride niet te zuiveren door middel van destillatie.

## Toepassingen
De reductie van zirkonium(IV)chloride levert metallisch zirkonium, dat een belangrijk materiaal is voor nucleaire reactoren.
Met behulp van chemical vapor deposition (CVD) kunnen dunne lagen van zirkoniumverbindingen op een substraat aangebracht worden. Voorbeelden zijn:
- Zirkoniumdioxide (ZrO2) met behulp van zirkonium(IV)chloride en water[1]
- Zirkoniumcarbide (ZrC) met zirkonium(IV)chloride, methaan en waterstofgas als reductor.[2]

Zirkonium(IV)chloride is een katalysator voor organische reacties. Met zirkonium(IV)chloride (en andere zirkoniumverbindingen) kunnen stereoselectieve syntheses van chirale verbindingen doorgevoerd worden, en dit met goede tot zeer goede opbrengst. Zirkonium(IV)chloride wordt ook gebruik als lewiszuur in Diels-Alder-reacties.
Met zirkonium(IV)chloride kunnen diverse organometaalcomplexen van zirkonium gevormd worden. Deze complexen zijn onder meer bruikbaar als katalysator voor polymerisatiereacties.